# Dublin (Virgínia)
Dublin és una població dels Estats Units a l'estat de Virgínia. Segons el cens del 2000 tenia 2.288 habitants.

## Demografia
Segons el cens del 2000, Dublin tenia 2.288 habitants, 911 habitatges, i 538 famílies. La densitat de població era de 622,1 habitants per km².
Dels 911 habitatges en un 25,8% hi vivien nens de menys de 18 anys, en un 40,4% hi vivien parelles casades, en un 13,9% dones solteres, i en un 40,9% no eren unitats familiars. En el 37,5% dels habitatges hi vivien persones soles el 13,3% de les quals corresponia a persones de 65 anys o més que vivien soles. El nombre mitjà de persones vivint en cada habitatge era de 2,13 i el nombre mitjà de persones que vivien en cada família era de 2,79.
Per edats la població es repartia de la següent manera: un 18,3% tenia menys de 18 anys, un 12,8% entre 18 i 24, un 34,1% entre 25 i 44, un 21,7% de 45 a 60 i un 13,2% 65 anys o més.
L'edat mediana era de 34 anys. Per cada 100 dones de 18 o més anys hi havia 107,3 homes.
La renda mediana per habitatge era de 27.831 $ i la renda mediana per família de 37.100 $. Els homes tenien una renda mediana de 30.417 $ mentre que les dones 23.936 $. La renda per capita de la població era de 18.224 $. Entorn del 16,5% de les famílies i el 18,5% de la població estaven per davall del llindar de pobresa.

## Poblacions més properes
El següent diagrama mostra les poblacions més properes.